# Medaile 20. výročí stažení sovětských vojsk z Afghánistánu
Medaile 20. výročí stažení sovětských vojsk z Afghánistánu (bělorusky Юбіле́йны меда́ль «20 год вы́ваду саве́цкіх во́йскаў з Афганіста́на») je běloruská pamětní medaile založená roku 2009.

## Historie a pravidla udílení
Medaile byla založena dne 8. ledna 2009. Udílena je občanům Běloruska, a to i posmrtně, kteří v rozhodném období od prosince 1979 do února 1989 vykonávali své vojenské a služební povinnosti v Afghánistánu. Udělena byla vojákům ozbrojených sil Běloruska i dalších jednotek a vojenských útvarů, zaměstnancům státních orgánů a dalším osobám, které významně přispěly k hrdinskému a vlasteneckému vzdělávání občanů Běloruska a udržovaly tak památku padlých, či za přínos k podpoře veteránů, zdravotně postižených a rodinných příslušníků obětí. Celkově bylo uděleno 32 000 medailí.